# Giovanni Dolfin (Kardinal, 1545)

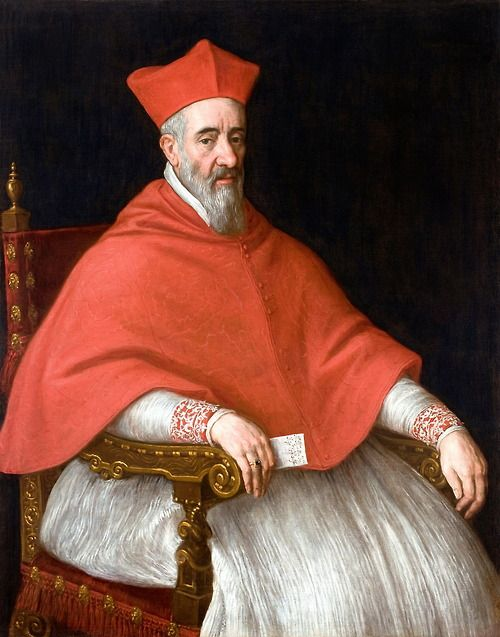
Kardinal Giovanni Dolfin (Porträt von Leandro Bassano, frühes 17. Jh.)

Kardinalswappen

Giovanni Dolfin, auch Giovanni Dolfino oder Giovanni Delfino, (* 15. Dezember 1545 in Venedig; † 25. November 1622 ebenda) war ein venezianischer Diplomat sowie Bischof und Kardinal.

## Leben
Dolfin stammte aus dem gleichnamigen venezianischen Patriziergeschlecht und war der drittgeborene von acht Söhnen von Giuseppe Dolfin und dessen zweiter Frau Maria Dionigi Contarini. Sein Vater bekleidete mehrere öffentliche Ämter in der Serenissima und war Mitglied des Senats und des Rats der Zehn. Dolfin promoviert zum Doktor Utroque Iure an der Universität Padua. Zwischen 1582 und 1595 wurde er als Botschafter der Republik Venedig nach Polen, Spanien, Deutschland und Frankreich entsandt, von wo er acht Jahre später zurückkehrte, um das Amt des Botschafters beim Heiligen Stuhl anzunehmen, ein Amt, das er bis 1598 innehatte.
Dolfin wurde am 24. November 1603 zum Bischof von Vicenza ernannt. Alfonso Visconti, Bischof von Spoleto, spendete ihn am 27. Dezember 1603 in San Sisto Vecchio die Bischofsweihe. Mitkonsekratoren waren Tommaso Contarini, Erzbischof von Candia, und Leonardo Mocenigo, Bischof von Ceneda. Im Konsistorium am 9. Juni 1604 wurde Dolfin von Papst Klemens VIII. zum Kardinal erhoben. Am 24. November 1604 wurde er als Kardinalpriester von San Matteo in Merulana installiert. Am 1. Juni 1605 wechselte er zur Titelkirche San Marco. 1606 trat er als Bischof von Vicenza zurück. Zwischen 7. Januar 1619 und 13. Januar 1620 war er Camerlengo. Ab 23. Juni 1621 war er Kardinalpriester von San Girolamo dei Croati und ab 23. August 1622 von San Carlo ai Catinari. Er nahm an dem Konklave März 1605 teil, welches Leo XI. wählte, dem Konklave Mai 1605, welches Paul V., und dem Konklave 1621, welches Gregor XV. wählte.
Kardinal Dolfin wurde auf dem Friedhof von San Michele bestattet.
Andere Kardinäle der Familie sind Giovanni Dolfin (1667); Daniele Marco Dolfin (1699) und Daniele Dolfin (1747).